# Mayo Dokō
Mayo Dokō (jap. 土光 真代, Dokō Mayo; * 3. Mai 1996 in Toda) ist eine japanische Fußballspielerin.

## Karriere

### Verein
Sie begann ihre Karriere bei Nippon TV Beleza.

### Nationalmannschaft
Mit der japanischen U-20-Nationalmannschaft qualifizierte sie sich für die U-20-Weltmeisterschaft der Frauen 2012.
Dokō absolvierte ihr erstes Länderspiel für die japanischen Nationalmannschaft am 29. Juli 2018 gegen Brasilien.

## Errungene Titel
- Nihon Joshi Soccer League: 2015, 2016, 2017, 2018